# Consorzio universitario di Caltanissetta

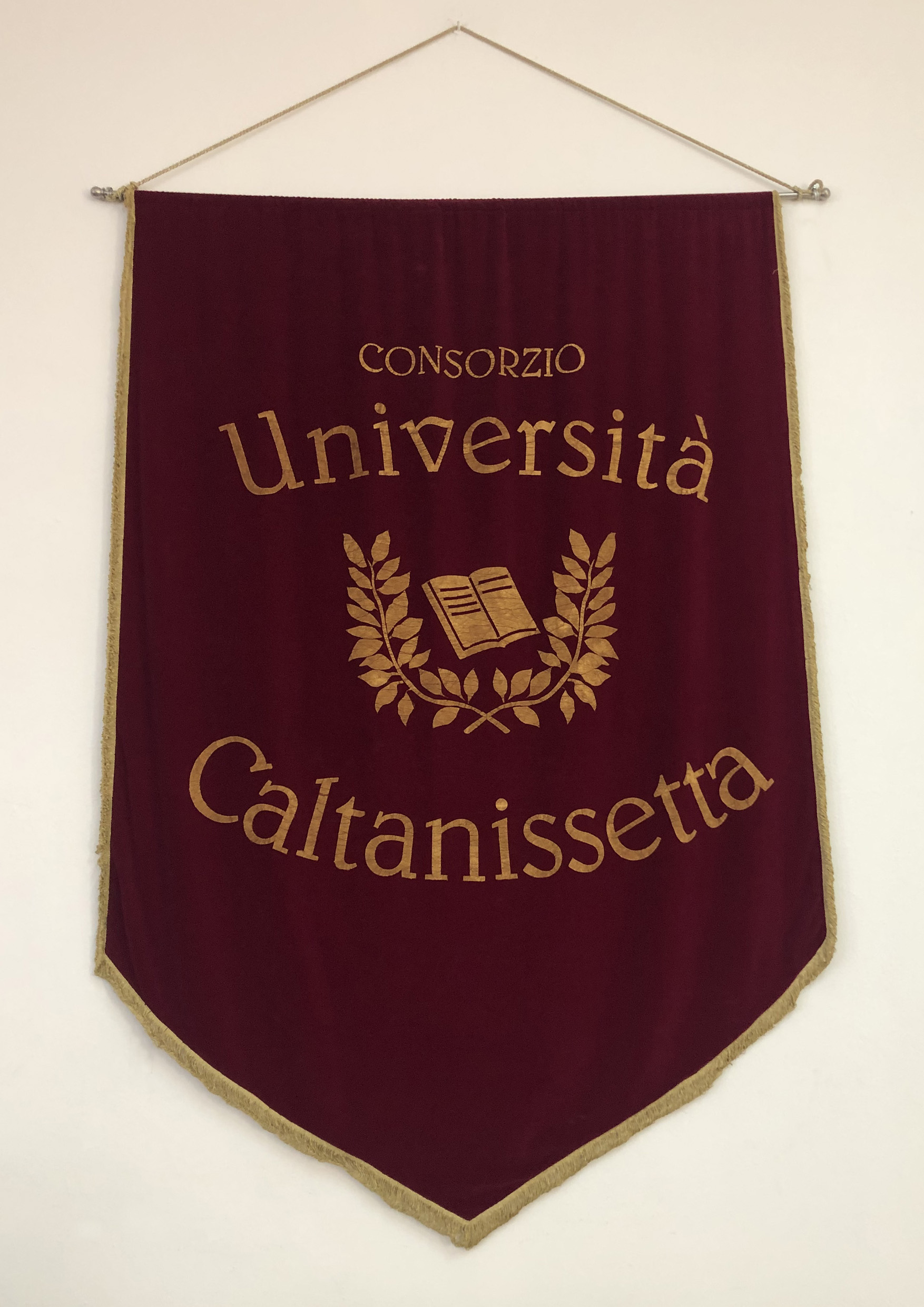
Gonfalone

Il consorzio universitario di Caltanissetta è una sede distaccata dell'Università di Palermo; esso ha sede nei locali dell'ex orfanotrofio femminile Moncada prima e poi corte d'appello della città.

## Storia
Fanno parte del Consorzio Universitario di Caltanissetta:
- la Provincia Regionale di Caltanissetta
- il Comune di Caltanissetta
- L'Azienda Unità Sanitaria locale n. 2
- la Camera di Commercio Industria, Artigianato ed Agricoltura
- l'Azienda Ospedaliera Regionale S. Elia

Il Consorzio Universitario di Caltanissetta è stato fondato nel 1992; il primo presidente è stato Diego Argento in carica fino al 1996 in seguito, fino al 2005, da Maurizio Vancheri. Dal maggio 2020 il nuovo presidente del Consorzio Universitario di Caltanissetta è Walter Tesauro, che è succeduto a Giovanni Arnone che a sua volta è succeduto al Dott. Emilio Giammusso.
Nel maggio 2019 il Consorzio Universitario nisseno firma un accordo con la Clinica privata di San Cataldo "Regina Pacis" per una partnership formativa.
Dal 2022 il Consorzio Universitario nisseno collabora come ente istituzionale alle attività del Primo parco mondiale dello stile di vita mediterraneo.

## Corsi di Laurea

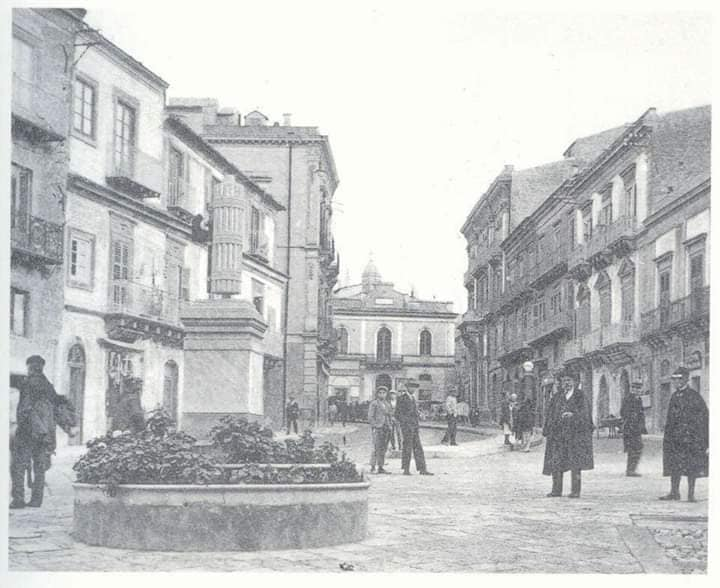
sullo sfondo l'ex orfanotrofio Moncada poi corte d'Appello prima della costruzione del II piano; in primo piano il monumento a Gigino Gattuso

Attualmente hanno sede tre corsi di laurea:
- Medicina e Chirurgia,
- Ingegneria Biomedica (codice ISTAT, 2.2.1.8.0) e
- Scienze  e Tecnologie Agrarie.

Le lezioni di Medicina si tengono presso i locali del CeFPAS in via Mulè, 1 a Caltanissetta, mentre le lezioni di Ingegneria Biomedica e del primo anno di Medicina si tengono presso l'Orfanotrofio femminile di Palazzo Moncada, sede del Consorzio universitario in corso Vittorio Emanuele, 92, Caltanissetta.

### Corsi di Laurea prima del 2006
Inizialmente erano previsti i seguenti corsi di Laurea come sede distaccata dell'Università di Catania:
- Scienza dell'Amministrazione
- Comunicazione e Relazioni Pubbliche

Mentre come sede distaccata dell'Università di Palermo erano previstii seguenti corsi:
- Ingegneria Elettrica
- Ingegneria Elettronica
- Scienze Biologiche
- Medicina e Chirurgia

Inoltre come sede distaccata dell'Università di Messina, erano previsti i seguenti corsi delle scuole di specializzazione:
- Scuola in Clinica bovina
- Scuola in Ispezione degli alimenti di origine animale

Mentre i Master universitari previsti erano:
- Management infermieristico per le funzioni di coordinamento (UNIPA)
- Citotossicità, cancro e ambiente (UNIPA)
- Tecnologia economica e sostenibilità di sistemi automatizzati per la generazione distribuita di energia elettrica (UNIPA)
- Ricerca storica, Archivistica e Documentaria (UNICT)
- Contabilità, Bilancio e Diritto Tributario (UNICT)

## Casa dello Studente

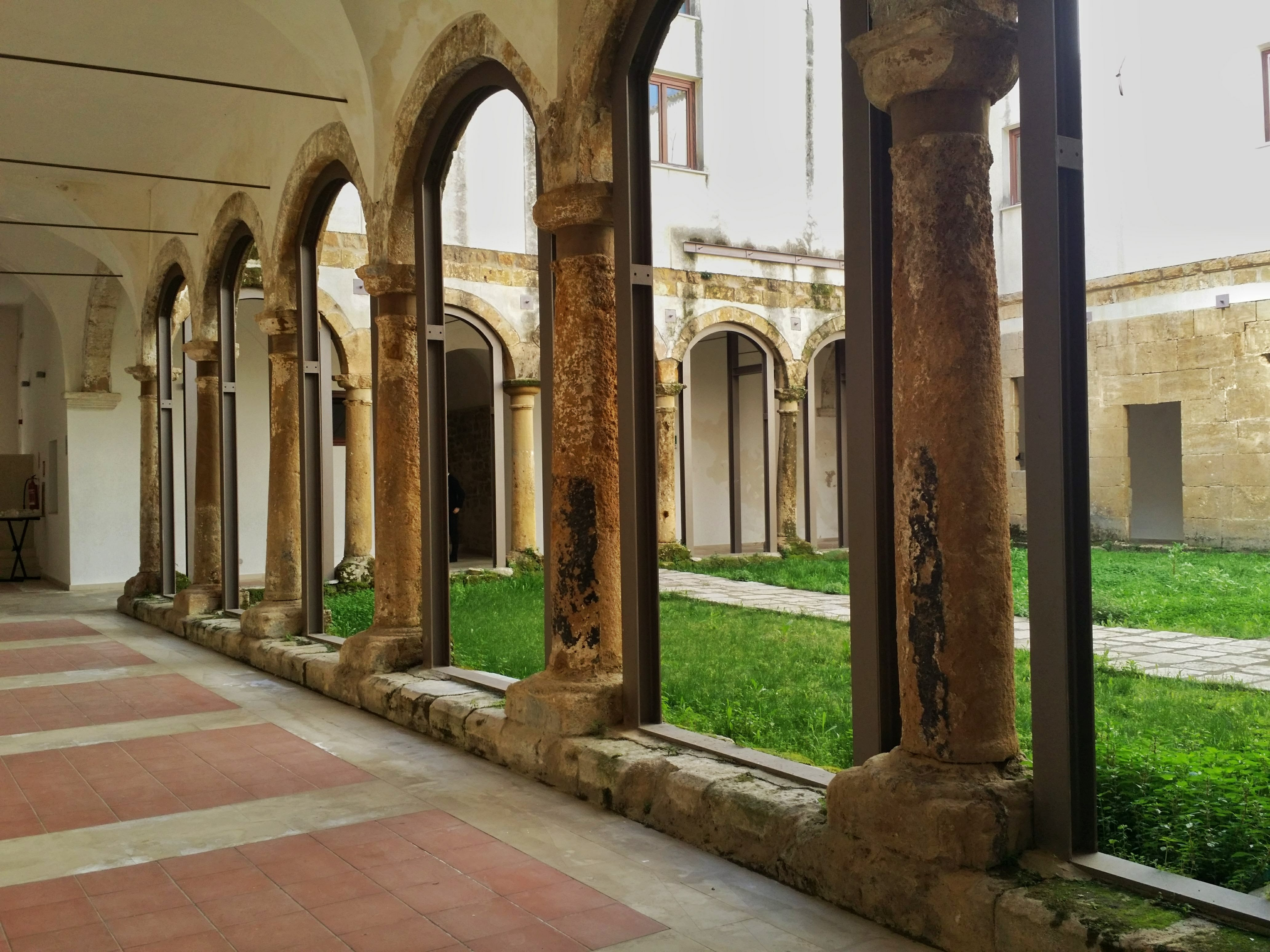
Chiostro del convento di San Domenico, oggi sede della casa dello studente

Nei locali dell'ex-convento dei Domenicani, annessi alla chiesa di San Domenico di Caltanissetta, sono stati ricavati 34 alloggi per gli studenti fuori sede frequentanti i corsi universitari nisseni. Gli ambienti sono stati consegnati al Consorzio Universistario nel 2007 dopo sei anni di lavoro per le necessarie ristrutturazioni della storica struttura.